# Henrique Morelenbaum
Henrique Morelenbaum, nome artístico de Saul Herz Morelenbaum (Łagów, 5 de setembro de 1931 - Rio de Janeiro, 22 de julho de 2022)  foi um músico, maestro e professor brasileiro de origem polonesa.

## Biografia
Morelenbaum nasceu em Łagów, na Polônia e chegou aos 3 anos de idade ao Brasil; tendo se naturalizado aos 16 anos. Estudou violino, viola, regência e composição na Escola de Música da Universidade Federal do Rio de Janeiro (UFRJ) com Paulina d’Ambrósio e é doutor em Música e professor pela mesma universidade.
O início da carreira de Morelenbaum como regente aconteceu casualmente em 1959, num espetáculo onde Margot Fonteyn era a artista principal, Morelenbaum assumiu a batuta em virtude de um impedimento repentino do regente que anteriormente havia sido programado.
Em 1956, integrou o Quarteto da Rádio MEC, do Rio de Janeiro. Em 1972, recebeu na Associação Paulista de Críticos de Arte o prêmio de Melhor Regente do Ano.
O músico ainda seria diretor-chefe da Sala Cecília Meireles por duas ocasiões (1965-1966 e 1987-1991) e, também por duas ocasiões, dirigiu o Theatro Municipal do Rio de Janeiro, na qual onde ainda foi maestro do Coro e da Orquestra desta instituição. Ocupou a cadeira de nº 16 da Academia Brasileira de Música. Seria regente ainda do Coral do Instituto Israelita Brasileiro.
No exterior, Morelenbaum regeu orquestras em países do Leste Europeu, tais como a Hungria e a Polônia (seu país natal). Em 1973, foi o único brasileiro a ser convidado para participar da temporada de balé da Ópera de Paris.
O músico também teve importante papel na difusão de compositores brasileiros ao gravar obras dos maestros Heitor Villa-Lobos, Francisco Braga, Leopoldo Miguez e Radamés Gnatalli. Ainda seria responsável pelas estreias brasileiras de obras fundamentais da história da música, como as óperas "Peter Grimes", de Benjamin Britten, e "The Rake's progress", de Igor Stravinsky. Morelenbaum formou mais de uma geração de compositores, incluindo o ex-diretor da Sala Cecília Meireles, Ronaldo Miranda, e o atual, João Guilherme Ripper.
Morelenbaum faleceu de causas naturais. De ascendência judaica, foi sido sepultado no Cemitério Israelita Vila Rosali, no bairro da Vila Rosali da cidade de São João de Meriti, na Baixada Fluminense. O maestro deixou a esposa Sarah e os filhos Jaques, Eduardo e Lucia Morelenbaum (todos músicos). Também teve seis netos e dois bisnetos. Na noite em que faleceu o Theatro Municipal do Rio de Janeiro dedicou uma récita da ópera “Don Giovanni” em sua memória.